# Zvalnik
Zválnik, tudi vókativ (iz latinsko vocare je klicati, zvati, pozivati), je sklon samostalnika v vlogi ogovora, nagovora. V jezikih, ki zvalnik uporabljajo, je zvalnik pri nekaterih samostalnikih enak imenovalniku. V zvalniku se sicer nahaja tudi pridevnik, ki stoji ob zvalniškem samostalniku, vendar je običajno enak imenovalniku. Prav tako so zvalniki samostalnikov v množini običajno enaki njihovim imenovalniškim oblikam.

## Slovenščina
Slovenščina v svojem slovničnem sestavu zvalnika nima več. Njegovo funkcijo je na Slovenskem prevzel imenovalnik (t. i. ogovorni imenovalnik). V Brižinskih spomenikih je zvalnik še ohranjen (npr. gospodi, otče). Zadnje ostanke zvalnika v slovenščini zasledimo na prelomu 17. in 18. stoletja, npr. pri Janezu Svetokriškem.
V sodobni slovenščini so ostali določeni ostanki zvalnika. Na primer ime Jure je morda zvalniška oblika od Juri(j). Prav tako je beseda oče po nastanku zvalnik imenovalniške oblike *otьcь > sloven. ótec. Določeni zvalniki se v slovenščini uporabljajo pogovorno (bože, sine, brate), kar je prevzeto iz srbohrvaščine.

## Drugi jeziki
Zvalnik je bil del slovničnega sestava indoevropskega prajezika  in je obstajal tudi v latinščini, sanskrtu, stari grščini. Številni sodobni indoevropski jeziki so ga, tako kot slovenščina, izgubili (na primer angleščina, španščina). Nekateri drugi jeziki ga ohranjajo, na primer baltski jeziki, nekateri keltski jeziki ter večina slovanskih (ne pa tudi slovenščina in ruščina).

## Primeri
Hrvaščina:
- Majko (zvalnik od majka), kamo je otišao otac?
- Josipe (zvalnik od Josip), dođi ovdje.
- Hvala vam, gospodine Mihaljeviću (zvalnik od gospodin Mihaljević).

Latinščina:
- Domine Jesu Christe (zvalnik od dominus Jesus Christus)! (Gospod Jezus Kristus!)
- Sancte Antoni (zvalnik od sanctus Antonius), ora pro nobis. (Sveti Anton, prosi za nas.)
- Et tu, Brute (zvalnik od Brutus)? (Tudi ti, Brut?)

Slovenščina:
- glej Brižinski spomeniki